# Nicolas de Condorcet
Marie Jean Antoine Nicolas Caritat Condorcet, markis de Condorcet, född 17 september 1743 i Ribemont, nära Saint-Quentin, Aisne, död 29 mars 1794 i Bourg-la-Reine, var en fransk matematiker, upplysningsfilosof och revolutionär i franska revolutionen.

## Biografi
Condorcet tillhörde en gammal adlig ätt, som bar namn efter slottet Condorcet i Dauphiné. Vid tjugotvå års ålder framträdde han med en Essai sur le calcul intégral, vilken 1769 banade honom väg till Franska vetenskapsakademien, där han 1777 blev ständig sekreterare. Samma år vann han akademiens i Berlin pris för sin teori om kometerna, och genom Essai sur l'application de l'analyse à la probabilité des décisions rendues à la pluralité des voix (1785) intog han en betydelsefull plats inom sannolikhetsteorin. Han kallades till ledamot av flera utländska lärda samfund, bland annat av Kungliga Vetenskapsakademien (1785, utländsk ledamot nummer 130) Vetenskapssocieteten i Uppsala (1788), och invaldes 1782 i Franska akademien. 
Bara matematik kunde dock inte ge Condorcet tillräcklig sysselsättning. En outsäglig känsla av medlidande för de olyckliga i samhället och ett okuvligt begär att göra nytta drog in honom på vitterhetens och filosofins fält. Han hedrades med de stora samtida skriftställarnas vänskap och blev en verksam missionär för deras politiska och religiösa läror. Under Turgots överinseende skrev Condorcet 1775 Lettre d'un laboureur de Picardie à M. N*** (Necker), vari han angrep inrikestullen på spannmål. Hans kristendomsfientliga Lettre d'un théologien (1774) tillskrevs Voltaire. På d'Alemberts uppmaning blev han en ivrig medarbetare i Encyklopedien. Amerikanerna i sin självständighetskamp, liksom ivrarna för de amerikanska slavarnas befrielse, kunde räkna med understöd av hans penna. 
1786 gifte sig Condorcet med marskalk de Grouchys syster Sophie (1764–1822), som uppträdde på det litterära området, bland annat med en översättning av Adam Smiths Theory of moral sentiments.
1789 års revolution hälsade han med hänförelse. Genom sin politiska tidning Feuille villageoise vann han stort inflytande, fick plats i Paris kommunalråd och 1791 i lagstiftande församlingen, där han var president i februari 1792, och sistnämnda år i konventet. Han skrev lagstiftande församlingens proklamation till Europas makter vid det hotande krigsutbrottet samt kungörelsen för Frankrike och Europa om monarkins avskaffande. Vanligen röstade han med girondisterna. På deras anmodan författade han också i början av 1793 ett förslag till republikansk författning. Men gironden gick under (juni 1793), och förslaget föll. I oktober 1793 föll även Condorcet, som till följd av sin bittra kritik över Bergpartiets framfart anklagades för förräderi mot republiken. Han förklarades fågelfri, men fick en fristad hos madame Vernet, änka efter en bildhuggare, i Paris. Där trodde han sig likväl upptäckt, och för att inte kompromettera sin värdinna, smög han sig utan hennes vetskap bort samt höll sig i tre dygn gömd bland snåren och stenbrotten vid byn Clamart. På kvällen 27 mars 1794 drevs han av hungern in i byn, men blev häktad som misstänkt och förd till Bourg-la-Reine samt under natten hållen i en fuktig fängelsehåla. Där fanns han morgonen 29 samma månad död (det är ovisst om han berövade sig livet med gift eller dog av svält och utmattning).

## Verk

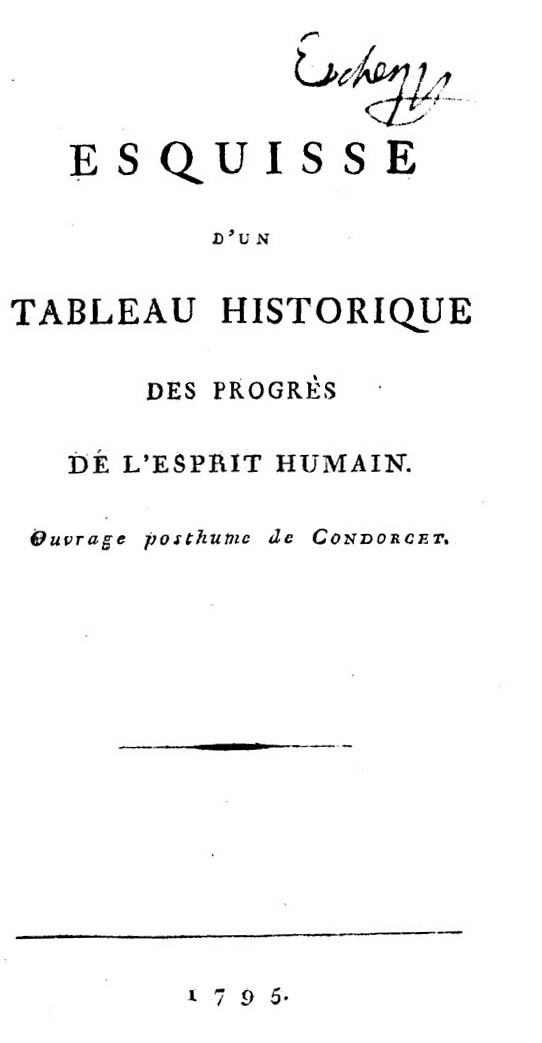
Esquisse d'un tableau historique des progres de l'esprit humain, 1795

Utom ovannämnda arbeten och flera matematiska uppsatser i akademiska handlingar författade Condorcet bland annat Éloges des académiciens morts avant 1699 (1773), Vie de Turgot (1786), Vie de Voltaire (1787) och det stora verket Esquisse d'un tableau historique des progrès de l'esprit humain (1794, skrivet i madame Vernets hem), i vilket han framställde sin världsåskådning. 
Grundtanken i hans filosofiska system är att människan har förmåga av oändlig fullkomning. Genom utveckling av denna förmåga skulle det bli slut på det mänskliga eländet, vilket Condorcet tillskrev en prästernas och furstarnas sammansvärjning mot folken. Under det utvecklingsskede, som 1789 års revolution inledde (Condorcet indelar världshistorien före 1789 i nio perioder), skall olikheten emellan folken och klasserna upphävas och människonaturen fullkomligas i oändlighet med avseende på såväl huvudets och hjärtats som själva kroppens egenskaper. Men den jämlikhet som skall komma, är inte absolut utan en jämlikhet i frihet och rättigheter. Folk och enskilda är varandras jämlikar om de är lika fria, och alla strävar mot jämlikhet, eftersom de strävar mot frihet. 
Detta arbete, författat vid trappstegen till schavotten, andas den innerligaste förtröstan på framtiden, men tillika förakt för all filosofi som inte stödjer världsåskådningen på rent mekaniska grundvalar, och hat till all religion, i synnerhet den kristna, samt till monarkin. 

## Utmärkelser
Asteroiden 7960 Condorcet är uppkallad efter honom.